# Iván Moreno (atleta)
Iván Moreno López (Santiago del Cile, 14 gennaio 1942) è un ex velocista cileno.
Ha partecipato ai Giochi di Tokyo 1964 e di Città del Messico 1968, gareggiando nei 100m e 200m.
Ha raggiunto il 6º posto ai Giochi panamericani del 1967.
Nel 2022, ha vinto il primo posto alla Maratona di New York, categoria 80-89 anni, completando i 42.195 chilometri in 4 ore, 47 minuti e 17 secondi.